# Stig Tøfting
Stig Tøfting (né le 14 août 1969 à Aarhus dans le Jutland central au Danemark) est un footballeur international danois, qui jouait au poste de milieu défensif, avant d'ensuite devenir entraîneur.
Réputé pour son engagement, son agressivité et sa forte personnalité, il laisse sa place en sélection à Thomas Gravesen, ayant pris la relève à son poste au milieu du terrain, aussi bien pour son jeu que pour sa personnalité.

## Biographie

### Enfance et vie privée
Fils unique de Poul et Kirsten Tøfting, Stig grandit dans un appartement du centre-ville d'Århus, et commence très tôt à jouer au football, à défaut de bien travailler à l'école.
Le 29 juillet 1983, alors qu'il n'avait que 13 ans, Stig eut la malchance de découvrir à son retour de l'école ses parents morts à leur domicile. Son père avait tout d'abord assassiné sa mère, avant de mettre fin à ses jours.

« Un samedi soir. Au moment où je rentre mon vélo dans le hall, la plupart des familles de l'immeuble sont à table. Je siffle très fort pour que mes parents entendent que je suis rentré. Habituellement, l'un d'eux se penche alors à la fenêtre pour me dire bonjour ou, plus souvent, me demander de me dépêcher. Pas aujourd'hui. Je file à toute vitesse vers notre appartement, au quatrième étage, j'ai plein de choses à raconter. Nous venons de nous qualifier pour la finale du tournoi régional, prévue dimanche, et le sélectionneur national, Sepp Piontek, assistera au match. Je n'ai pas vu mes parents depuis vendredi. Ce soir-là, nous avions célébré l'anniversaire de ma mère et tout le monde était de bonne humeur. Pour l'occasion, mes parents avaient filé au pub et j'étais parti chez mon coéquipier, Claus Thomsen, pour y passer la nuit. Au moment d'ouvrir la porte de l'appartement, notre chienne, Lady, se précipite vers moi. Visiblement, quelque chose ne va pas. J'avance dans l'appartement et la chienne me suit. Il y a cinq pièces, un très long couloir, ma chambre est située à l'extrémité de l'appartement. Je rentre dans le salon et j'aperçois un peu plus loin quelque chose à terre, comme une forme humaine. Je me rapproche, c'est mon père. À quelques centimètres de sa tête, il y a un pistolet dont il se sert normalement pour la chasse. Il est mort. Je n'ai pas le temps de hurler. Plus loin, dans la cuisine, je vois ma mère. Elle aussi est à terre. Mes deux parents sont morts. Tout de suite, je sais que mon père a tiré sur ma mère avant de se suicider. Je panique, je pleure. Au lieu de décrocher le téléphone et de demander de l'aide, j'attrape Lady, la chienne, je dévale les escaliers et cours aussi vite que possible vers la maison de mes grands-parents, Kathrine et Charles. Ils habitent trois rues plus loin, et sur le chemin, je hurle aussi fort que possible. Est-ce un cauchemar ou la réalité ? « Ils sont à terre à la maison, il s'est passé quelque chose » je crie à mon grand-père. la police arrivera quelques minutes plus tard. Dix-huit heures après, je rentre sur le terrain pour jouer la finale de la coupe régionale. Il fallait que je joue. Aucun de mes coéquipiers n'a été prévenu de la mort de mes parents, je ne veux pas. Un bon match, nous gagnons la finale et Sepp Piontek, le sélectionneur, me désigne meilleur joueur. Il me lève même en triomphe au coup de sifflet final. Le lendemain, le 1er août, je monte sur mon vélo pour livrer le journal dans le voisinage, comme je le fais tous les jours. En première page, il est écrit : « Un enfant de 13 ans découvre ses parents morts ». Plus loin : « Selon la police, l'homme, âgé de 41 ans, a tué sa femme, 34 ans, avant de retourner l'arme contre lui ». Très vite, cette thèse, ma thèse, sera confirmée. Je ne déteste pas mon père, j'aimerais simplement comprendre pourquoi. Certains jours, je n'y pense même pas, mais mes parents me manquent, simplement. Le lendemain de l'enterrement, je suis allé sur leur tombe. Je n'y suis jamais retourné. »

— Stig Tøfting, lors d'un entretien pour le magazine So Foot
Ce fut le magazine de presse people danois Se og Hør qui rendit l'histoire au grand jour (qui était restée secrète depuis des années et même inconnu de ses enfants), juste avant la coupe du monde 2002. Après l'incident, le rédacteur en chef de Se & Hør, Peter Salskov, fut alors licencié.
Il est marié à Bettina, et a deux filles, Mie et Maria, ainsi que deux fils, Nick et Jon Sergej (décédé peu après sa naissance le 6 avril 2003).

### Carrière de joueur

#### En club
Stig Tøfting, dit « Tøffe », commence sa carrière à l'AGF, équipe où il retournera de nombreuses fois durant sa carrière. Il fait ses débuts professionnels le 29 octobre 1989, lors d'une victoire 1-0 contre l'Aalborg BK. Il y remporte la coupe du Danemark 1992.
Après ses débuts internationaux en juin 1993, Tøfting part en Allemagne et signe chez le Hambourg SV pour la somme de 500 000 DEM. Il dispute les trois premiers matchs du HSV de la saison 1993-94, avant de se blesser au genou. Il fait son retour dans l'équipe en décembre 1993, mais ne parvient pas à s'imposer dans l'équipe. Il est alors prêté chez les Danois de l'Odense BK, jouant 12 matchs de la saison 1993-94 avec une 4e place à la clé. Il est ensuite à nouveau prêté à l'AGF pour les six premiers mois de la saison 1994-95, avant de retourner à l'HSV durant l'hiver 1994. Il ne joue que quelques matchs, avant de retourner en prêt à l'AGF en avril 1995.
Tøfting retourne définitivement à l'AGF en juin 1995 contre 1,2 million de DKK. Il est élu homme du match lors de son second succès en finale de coupe danoise avec l'AGF en 1995-96.
Après la fin de son contrat durant l'été 1997, Tøfting part librement chez les rivaux de l'Odense BK. Il ne s'entend pas bien avec l'entraîneur du club, Roald Poulsen, et est suspendu en octobre 1997. Les champions en titre du Brøndby IF proposent alors 1 million de DKK pour enrôler Tøfting, malgré le refus du club qui en demande lui le double. 
En janvier 1998, il retourne finalement en Allemagne, mais cette fois chez le MSV Duisbourg, pour la somme de 600 000 DKK. Avec le club de Rhénanie, il atteint la finale de la Coupe d'Allemagne 1997-98, perdant face au Bayern Munich.
Sous les commandes de l'entraîneur Friedhelm Funkel, il dispute entièrement la saison 1999-00, mais Duisbourg termine dernier du championnat, Tøfting étant ensuite prêté une énième fois à l'AGF pour la dernière partie de la saison 1999-00.
À la suite de la fin de son contrat avec Duisbourg à l'été 2000, il retourne au HSV, avec lequel il dispute la Ligue des champions 2000-01. Lorsque l'entraîneur du HSV, Frank Pagelsdorf, fut licencié en septembre 2001, le statut de titulaire Tøfting fut menacé par l'arrivée du nouvel entraîneur Kurt Jara. Il se décide alors de tenter une nouvelle aventure en Angleterre, avec les Bolton Wanderers en février 2002.
Lors de son 4e match à Bolton en mars 2002, il se blesse et s'éloigne durant deux mois des terrains. Il retourne également à Bolton à nouveau blessé du mondial 2002, puis voit son temps de jeu diminuer petit à petit. Il apparaît lors de la défaite en coupe contre Bury durant les premiers mois de la saison, puis dispute son dernier match en janvier 2003 lors d'une défaite en coupe contre Sunderland.
À sa sortie de prison en juillet 2003, il quitte l'Europe pour tenter un nouveau challenge en Chine avec le club du Tianjin TEDA. À la fin de son contrat avec Taida en décembre 2003, il retourne une nouvelle fois à l'AGF en février 2004. En décembre 2004, Tøfting est licencié de l'AGF à la suite d'une dispute lors d'un repas de noël entre joueurs.
Il lui est offert un nouveau contrat avec le club suédois du BK Häcken en février 2005, club avec lequel il reste jusqu'en janvier 2006. Tøfting retourne ensuite au pays pour connaître un dernier club avant la retraite, le Randers FC. Avec les Randers, Tøfting remporte la coupe danois en 2005-06, et aide le club à obtenir une promotion en D1 2006-07. Tøfting met un terme à sa carrière le 1er décembre 2007, après un dernier match perdu 0-2 contre le Viborg FF.

#### En sélection
Tøfting débute sous les couleurs des Olsens Elleve avec les espoirs aux Jeux olympiques de 1992 à Barcelone. Il joue avec le Danemark les trois matchs du tournoi, mais ne réussit pas avec son équipe à se sortir des phases de poule. 
Il fait ses débuts avec l'équipe du Danemark le 30 janvier 1993, lors d'un nul 2-2 en match amical contre les États-Unis, appelé par le sélectionneur Richard Møller Nielsen, qui donna à Tøfting le surnom de Plæneklipperen (la tondeuse à gazon). Il joue ensuite un autre match en mars 1993 (comptant pour les qualifs pour le mondial 1994), puis son 3e match en juin 1996. 
Il est sélectionné par Richard Møller Nielsen pour disputer l'Euro 1996, où il joue les dernières 21 minutes de la défaite 3-0 contre la Croatie, qui élimine le Danemark de la compétition.
Il apparaît peu sous ses couleurs nationales, jusqu'en 1998 où Bo Johansson lui fait confiance, et l'emmène parmi les 23 danois qui disputent la coupe du monde 1998. Il dispute également l'Euro 2000.
Avec la nomination de Morten Olsen à la tête de la sélection après l'euro, Tøfting garde sa place dans l'effectif, et finit par être sélectionné pour disputer le mondial 2002 (place assurée par son transfert à Bolton), avant de prendre sa retraite internationale après le tournoi.

### Carrière d'entraîneur
En novembre 2006, Tøfting prend le rôle d'entraîneur-assistant de son dernier club en tant que joueur, aux Randers. Il y travaille sous les commandes de Lars Olsen, au départ tandis qu'il jouait encore. Tøfting continue ensuite son rôle après sa retraite de joueur sous les rênes du nouvel entraîneur des Randers Colin Todd (nommé durant l'été 2007). Lorsque Randers finissent par nommer en tant que nouvel entraîneur John Faxe Jensen en janvier 2009, le contrat de Tøfting n'est finalement pas renouvelé. Il quitte alors le club à l'été 2009.
En avril 2010, il est nommé nouvel entraîneur-assistant d'Erik Rasmussen dans son club de toujours, l'AGF Århus. À la fin de la saison, Erik Rasmussen est limogé à cause de la relégation de son club, Stig quittant alors le club.

### Démêlés judiciaires
En juin 1999, Tøfting écope d'une sentence de 20 jours de prison avec sursis pour agression, durant des vacances à Aarhus.
En 2003, Stig Tøfting fut condamné à 4 mois de prison ferme pour une bagarre dans un bar-restaurant lounge de Copenhague (le Café Ketchup), survenue en 2002, alors qu'il célébrait sa participation à la Coupe du monde de football 2002 avec des amis (Tøfting agressa le propriétaire du café). Il purgea sa peine d'avril à juillet 2003.
En juillet 2004, Tøfting fut à nouveau au centre d'une affaire, puis jugé pour avoir violenté un homme à la suite d'une dispute au volant, les deux intéressés recevant chacun 1000 DKK d'amende.

## Palmarès
| AGF Århus - Championnat du Danemark : - Vice-champion : 1995-96. - Coupe du Danemark (2) : - Vainqueur : 1991-92 et 1995-96. - Finaliste : 1989-90. |  | MSV Duisbourg - Coupe d'Allemagne : - Finaliste : 1997-98. |  | Randers - Coupe du Danemark (2) : - Vainqueur : 2005-06. |